# Триграма
Триграма е понятие, свързано със съотношението между графема и буква в звуковите писмености, каквато например е българската азбука. Да се определи дадена графема като триграма означава, че тази е съставена от три букви.

## Примери
Примери за триграми са немското sch, четящо се като [ш], и френското eau, четящо се като [o]. Триграмите, също като диграмите и тетраграмите, са типични за езиците, използващи латиница за своя писменост.